# Psoricoptera
Psoricoptera é um gênero de traça pertencente à família Agonoxenidae.